# FOAF (akronim)
FOAF (ang. Friend Of A Friend - znajomy znajomego) —wyrażenie używane w odniesieniu do kogoś, kogo nie zna się bezpośrednio. Akronim używany w slangu internetowym , pierwotnie w komunikatorach oraz wiadomościach tekstowych, oznaczający niezweryfikowaną, wątpliwie prawdziwą historię. Określenie znajomy znajomego wywodzi się od powiedzenia znajomy mojego znajomego powiedział...
Wyrażenie to bywa używane jako półżartobliwy skrót myślowy dla faktu, że wiele informacji, na podstawie których ludzie działają, pochodzi z odległych źródeł (jak w "Zdarzyło się to znajomemu mojego przyjaciela") i nie można ich potwierdzić.   
Autorstwo akronimu FOAF przypisywane jest dla Rodneya Dale'a, który użyty go w książce z 1978 roku The Tumour in the Whale: A Collection of Modern Myths. Pierwsze notowane użycie w Internecie 15 marca 1991 w grupie dyskusyjnej rec.art.sf-lover. Termin został prawodpodobnie spopularyzowany poprzez publikację w 1991 w The New Hacker's Dictionary Jana Harolda Brunvanda.